# Sikandar Butshikan
Sikandar Butshikan (reg. 1389–1413), manchmal auch Sikandar Shah Miri (kashmiri: سلطان سِکَندَر شَاہ میٖرِی, persisch: سلطان سکندر شاہ مِیرِی) oder auch Sikandar der Ikonoklast genannt, war der sechste Sultan der afghanisch-stämmigen und seit der Mitte des 14. Jahrhunderts über weite Teile der Region Kaschmir herrschenden Shah Miri-Dynastie.

## Leben und Taten

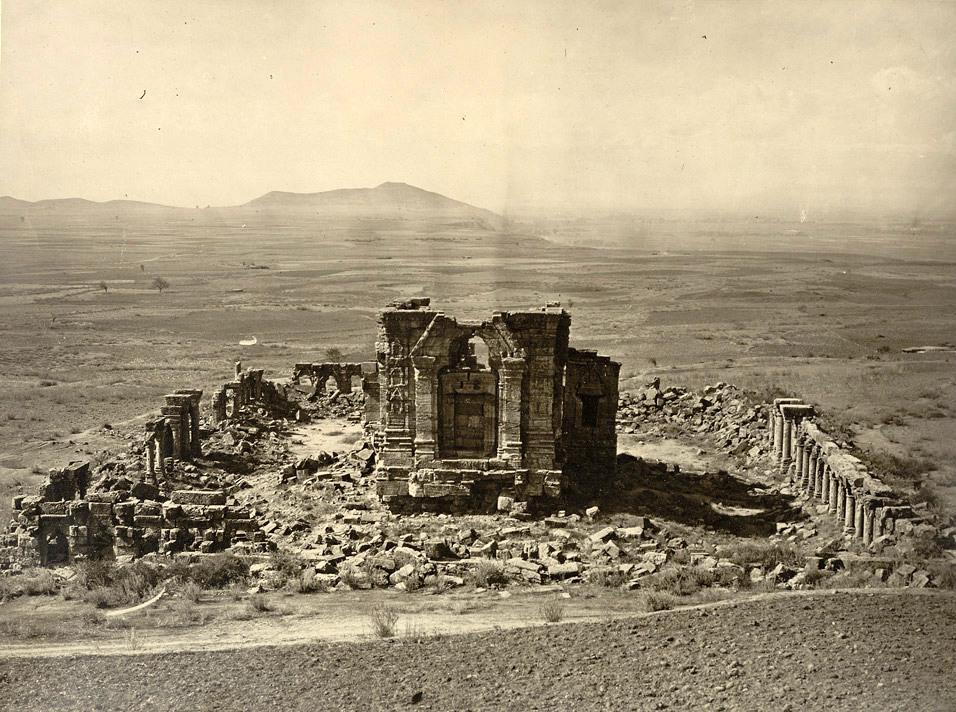
Sonnentempel von Martand

Die Ankunft des Islams in Kaschmir lässt sich auf das Jahr 1320 datieren. Der Gründer der Dynastie, Shah Mir oder Shah Mir Swati, übernahm im Jahr 1339 die Kontrolle über das Kaschmir-Tal. Er bezeichnete sich selbst als Sayyid und führte seine Abstammung bis auf den Propheten Mohamed zurück. Mehrere schwächere Herrscher folgten, bevor Sikandar Butshikan im Jahr 1389 die Macht übernahm und eine rigorose Politik gegenüber dem tief in der Bevölkerung verankerten Hinduismus einleitete. Der Buddhismus war hier kaum noch existent. Er ließ die religiösen Schriften der Hindus verbrennen und ihre Tempel zerstören. Darüber hinaus verbot er Spiel, Musik und Tanz sowie die Leichenverbrennung. Mehr noch: Er zwang die Bevölkerung, zum Islam zu konvertieren – wer sich weigerte, wurde hingerichtet, ein anderer Teil starb durch Suizid oder wanderte ab. Sikander erhielt den Beinamen but-shikan, was so viel bedeutet wie ‚Zerstörer der Idole‘. Der im Jahr 1459 gestorbene Hindu-Chronist Jonraj schreibt:
Es gab keine Stadt und kein Dorf, in welchem die Tempel der Götter unzerstört blieben. Als Sureshvari, Varaha und die anderen zerstört wurden, bebte die Erde, aber nicht der Geist des boshaften Königs, der Tag und Nacht Gefallen daran fand, Bildnisse zu zerstören...
Heute noch sichtbare Zeugnisse seiner Taten sind u. a. die Ruinen der Tempelkomplexe von Martand und Awantipora.

## Nachfolge
Sein erstgeborener Sohn Ali Shah (reg. 1413–1420) wurde sein Nachfolger; bekannter ist jedoch Ghiyas-ud-Din Zain-ul-Abidin (reg. 1420–1470).

## Bedeutung
Im anhaltenden Konflikt zwischen Indien und Pakistan um die territoriale und politische Zugehörigkeit Kaschmirs wird der Name Sikander Butshikan immer wieder ins Spiel gebracht.